# Gluta compacta
Gluta compacta är en sumakväxtart som beskrevs av Evrard. Gluta compacta ingår i släktet Gluta och familjen sumakväxter. Inga underarter finns listade i Catalogue of Life.